# 아서 스페이스
아서 스페이스(Arthur Space, 1908년 10월 12일 ~ 1983년 1월 13일)는 미국의 배우이다.

## 출연 작품
- 맨션 오브 더 둠드 (1976년)
- 세계에서 가장 힘센 남자 (1975년)
- 박쥐 인간 (1974년)
- 마법의 빗자루 (1971년)
- 세인트 루이스 블루스 (1958년)
- 조로 (1957년)
- 지구에서 2천만 마일 (1957년)
- 저것이 파리의 등불이다 (1957년)
- 폭스파이어 (1955년)
- 타겟 어스 (1954년)
- 달려라 래시 (1954년)
- 배틀 서커스 (1953년)
- 소 디스 이즈 러브 (1953년)
- 에디 캔터 스토리 (1953년)
- 정글 보이 봄바 7 (1952년)
- 점핑 잭스 (1952년)
- 애니 넘버 캔 플레이 (1949년)
- 벨브디어씨 대학가다 (1949년)
- 어 소던 양키 (1948년) - 마크 하스킨스 역
- 홈커밍 (1948년) - Col. 노턴 역
- 페일페이스 (1948년)
- 전투 비행대 (1948년)
- 래시의 용기 (1946년)
- 이혼의 아이들 (1946년)
- 그레이트 모건 (1946년)
- 블랙 뷰티 (1946년)
- 래시의 아들 (1945년)
- 애보트와 코스텔로 (1945년) - 디렉터 역
- 더 마크 오브 더 휘슬러 (1944년)
- 헤븐리 바디 (1944년)
- 디스 이즈 더 아미 (1943년)
- 리오 리타 (1942년)

### 텔레비전
- 아이언 사이드 (1967년)
- 서부를 향해 달려라 (1965년)
- 보난자 (1959년)
- 페리 메이슨 (1957년)
- 콜트45 (1957년)